# Zgornje Duplje
Zgornje Duplje – wieś w Słowenii, w gminie Naklo. W 2018 roku liczyła 529 mieszkańców.